# Ali Boussaboun
Ali Boussaboun (ur. 18 czerwca 1979 w Tangerze) – marokański piłkarz występujący na pozycji napastnika. Oprócz marokańskiego, posiada również obywatelstwo holenderskie.

## Kariera klubowa
Boussaboun zawodową karierę rozpoczynał w drugoligowym ADO Den Haag. W Eerste Divisie zadebiutował 4 września 1996 w przegranym 1:3 meczu z MVV Maastricht. W sezonie 1996/1997, który był jego debiutanckim w lidze zagrał pięć razy. Od początku następnego sezonu stał się podstawowym graczem ADO. 24 września 1997 w wygranym 1:0 spotkaniu z SC Cambuur Boussaboun strzelił pierwszego gola w trakcie ligowej kariery. W ADO grał przez pięć lat.
W 2001 roku przeszedł do FC Groningen. W Eredivisie zadebiutował 30 września 2001 w przegranym 1:4 pojedynku z Ajaxem Amsterdam. Pierwszą bramkę w trakcie gry w Eredivisie zdobył 21 października 2001 w zremisowanym 1:1 pojedynku z SC Heerenveen. W 2002 roku za 350 tysięcy euro został sprzedany do NAC Breda, również występującego w Eredivisie. Pierwszy ligowy mecz zaliczył tam 17 sierpnia 2002 przeciwko Rodzie Kerkrade (2:2). W NAC Boussaboun spędził trzy lata.
Latem 2005 roku podpisał kontrakt z Feyenoordem. Pierwszy ligowy występ w jego barwach zanotował 14 sierpnia 2005 przeciwko NAC Breda (2:0). W styczniu 2007 wypożyczono go do FC Utrecht. Grał tam do końca sezonu 2006/2007. Po jego zakończeniu odszedł do katarskiego Al Wakra, a w 2008 roku ponownie został zawodnikiem klubu FC Utrecht. W Utrechcie grał tylko rok, latem 2009 roku przeniósł się do saudyjskiego klubu An-Nassr, a po roku powrócił do Holandii i został graczem zespołu NAC Breda. Grał też w takich klubach jak: Quick Den Haag i Haaglandia Rijswijk.

## Kariera reprezentacyjna
W reprezentacji Maroka zadebiutował 26 marca 2005 w wygranym 1:0 meczu eliminacji Mistrzostwa Świata 2006. Ostatecznie na ten turniej Maroko nie awansowało, po zajęciu drugiego miejsce w swojej grupie kwalifikacyjnej. W 2006 roku Boussaboun został powołany do kadry Puchar Narodów Afryki. Na tym turnieju zagrał trzy razy, a jego reprezentacja odpadła z niego po fazie grupowej.